# سوریه در المپیک تابستانی ۲۰۱۶
سوریه از ۵ تا ۲۱ اوت ۲۰۱۶ در بازی‌های تابستانی المپیک در ریو دو ژانیرو برزیل شرکت داشت.

## دو و میدانی
سوریه ورزشکاران تا کنون دست استانداردهای مقدماتی در زیر دو و میدانی حوادث (تا حداکثر ۳ ورزشکاران در هر رویداد):
مردان
میدانی
| ورزشکار        | رویداد      | صلاحیت | صلاحیت | نهایی | نهایی  |
| ورزشکار        | رویداد      | فاصله  | موقعیت | فاصله | موقعیت |
| -------------- | ----------- | ------ | ------ | ----- | ------ |
| ماجد الدین غزل | پرش به بالا | ۲٫۲۹   | 7 q    | ۲٫۲۹  | =۷     |

زنان
دو
| ورزشکار       | رویداد          | گرما  | گرما | نیمه نهایی         | نیمه نهایی         | نهایی              | نهایی              |
| ورزشکار       | رویداد          | نتیجه | رتبه | نتیجه              | رتبه               | نتیجه              | رتبه               |
| ------------- | --------------- | ----- | ---- | ------------------ | ------------------ | ------------------ | ------------------ |
| غفران آل محمد | 400 متر با مانع | ۵۸٫۸۵ | ۸    | به مراحل بالا نرفت | به مراحل بالا نرفت | به مراحل بالا نرفت | به مراحل بالا نرفت |

## جودو
| ورزشکار   | رویداد            | از ۶۴                         | از ۳۲              | از ۱۶              | یک چهارم نهایی     | نیمه نهایی         | شانس مجدد          | نهایی / برنز       | نهایی / برنز |
| ورزشکار   | رویداد            | حریف نتیجه                    | حریف نتیجه         | حریف نتیجه         | حریف نتیجه         | حریف نتیجه         | حریف نتیجه         | حریف نتیجه         | رتبه         |
| --------- | ----------------- | ----------------------------- | ------------------ | ------------------ | ------------------ | ------------------ | ------------------ | ------------------ | ------------ |
| محمد قاسم | مردان -۷۳ کیلوگرم | ان چانگ ریم (KOR) · L 000-110 | به مراحل بالا نرفت | به مراحل بالا نرفت | به مراحل بالا نرفت | به مراحل بالا نرفت | به مراحل بالا نرفت | به مراحل بالا نرفت |              |

## شنا
| ورزشکار   | رویداد             | مقدماتی | مقدماتی | نیمه نهایی         | نیمه نهایی         | نهایی              | نهایی              |
| ورزشکار   | رویداد             | زمان    | رتبه    | زمان               | رتبه               | زمان               | رتبه               |
| --------- | ------------------ | ------- | ------- | ------------------ | ------------------ | ------------------ | ------------------ |
| آزاد      | مردان شنای ۱۰۰ متر | ۱:۰۲٫۲۲ | ۳۶      | به این مراحل نرسید | به این مراحل نرسید | به این مراحل نرسید | به این مراحل نرسید |
| بیان جمعه | زنان ۵۰ متر آزاد   | ۲۶٫۴۱   | =۴۹     | به این مراحل نرسید | به این مراحل نرسید | به این مراحل نرسید | به این مراحل نرسید |

## تنیس روی میز
| ورزشکار   | رویداد       | مقدماتی                    | دور ۱              | دور ۲              | دور ۳              | دور ۱۶             | یک چهارم نهایی     | نیمه نهایی         | نهایی / برنز       | نهایی / برنز       |
| ورزشکار   | رویداد       | حریف نتیجه                 | حریف نتیجه         | حریف نتیجه         | حریف نتیجه         | حریف نتیجه         | حریف نتیجه         | حریف نتیجه         | حریف نتیجه         | رتبه               |
| --------- | ------------ | -------------------------- | ------------------ | ------------------ | ------------------ | ------------------ | ------------------ | ------------------ | ------------------ | ------------------ |
| حبه آلاجی | زنان انفرادی | یادیرا سیلوا (MEX) · L 0-4 | به مراحل بالا نرفت | به مراحل بالا نرفت | به مراحل بالا نرفت | به مراحل بالا نرفت | به مراحل بالا نرفت | به مراحل بالا نرفت | به مراحل بالا نرفت | به مراحل بالا نرفت |

## وزنه‌برداری
| ورزشکار | رویداد             | یک ضرب | یک ضرب | دو ضرب | دو ضرب | مجموع | رتبه |
| ورزشکار | رویداد             | نتیجه  | رتبه   | نتیجه  | رتبه   | مجموع | رتبه |
| ------- | ------------------ | ------ | ------ | ------ | ------ | ----- | ---- |
| من اسعد | مردان +۱۰۵ کیلوگرم | ۱۸۰    | =۱۷    | ۲۲۰    | =۱۴    | ۴۰۰   | ۱۵   |